# Aino Kuusinen

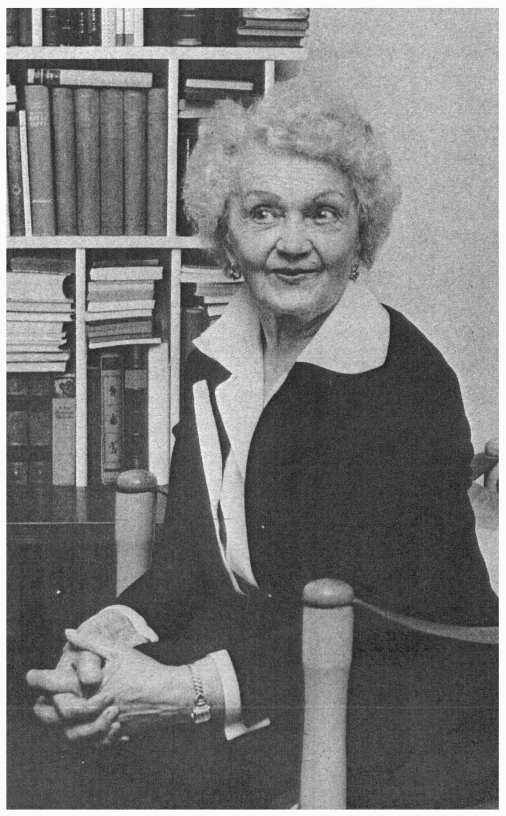
Aino Kuusinen (1965)

Aino Maria Kuusinen, geb. Turtiainen (* 5. März 1886 in Savonranta; † 1. September 1970) war eine finnische Mitarbeiterin der Kommunistischen Internationale (Komintern) und Agentin des militärischen Nachrichtendiensts der Roten Armee. Sie war verheiratet mit Otto Kuusinen, Mitbegründer der Kommunistischen Partei Finnlands und einer der Führer im kommunistischen Aufstand 1918; später stieg er in der Sowjetunion bis in höchste Parteiämter auf. Bei einem Einsatz in Japan arbeitete Aino Kuusinen mit dem Agenten Richard Sorge zusammen. 1937 wurde sie zurückbeordert und verhaftet. Insgesamt fünfzehn Jahre verbrachte sie in Gefängnissen in Moskau, Zwangsarbeitslagern am Nördlichen Eismeer und in Zentralrussland.

## Kindheit und Jugend
Das korrekte Geburtsdatum Aino Kuusinens ist vermutlich der 5. März 1886 (in sowjetischen Dokumenten wird der 5. März 1893 angegeben). Sie wuchs in Savonranta, in Zentralfinnland, zusammen mit drei Brüdern auf, einer von ihnen – Toivo Turtiainen – wurde später sozialdemokratischer Abgeordneter im Parlament. Nach Abschluss der Mittelschule absolvierte sie einen vierjährigen Kurs auf der Schwesternschule des Chirurgischen Krankenhauses in Helsinki. 1909 heiratete sie den Eisenbahningenieur Leo Sarola.

## Begegnung mit Otto Kuusinen

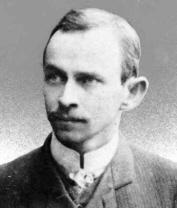
Otto Kuusinen (1920)

1919 lebte das Ehepaar in einem kleinen Haus in der Nähe von Helsinki, als eine Bekannte sie darum bat, einem von der Polizei verfolgten Parlamentsmitglied Unterschlupf zu gewähren. Er stellte sich als der frühere Erziehungsminister in der kommunistischen Regierung, Otto Kuusinen, heraus. Er blieb eine Nacht lang; drei Monate später begegnete sie ihm zum zweiten Mal. Otto Kuusinen zog nach Stockholm, von wo aus er Gedichte und Briefe zu schicken begann.
Um die Verwaltung von Krankenhäusern kennenzulernen, reiste sie nach Deutschland, wo sie zufällig dem ehemaligen Außenminister in der kommunistischen Regierung Finnlands, Yrjö Sirola, begegnete. Er offenbarte sich als Komintern-Mitarbeiter und schlug ihr vor, über Moskau zurückzureisen. Dort traf sie im Frühsommer 1922 ein und wurde bei Trotzkis Eltern einquartiert. Sirola führte sie auch in das Gebäude der Komintern, die im Palais der ehemaligen deutschen Botschaft untergebracht war.
Im Spätsommer kehrte Otto Kuusinen von einer Konferenz in Petrograd zurück, und die beiden beschlossen zu heiraten. Zunächst lebten sie mehrere Jahre im Hotel Lux, das für hohe Komintern-Funktionäre reserviert war, dann einige Zeit im Kreml und schließlich im sogenannten Haus an der Uferstraße für hohe Regierungsbeamte schräg gegenüber vom Kreml. Ihre Nachbarn waren der damalige Ministerpräsident Rykow und seine Familie. Noch 1922 begegnete sie mehrfach Lenin, der sich von seinem ersten Schlaganfall erholt hatte; im Urlaub 1926 auch Stalin, der mit ihr einen Ausflug auf dem Schwarzen Meer unternahm.
1924 begann Aino Kuusinen für die Informationsabteilung der Komintern zu arbeiten, wo sie die skandinavische Presse auswertete. Ihr Mann war 1921 zum Sekretär des Exekutivkomitees ernannt worden und gehörte damit zu dem Kreis von drei Leuten, die faktisch die Komintern führten (formal war Grigori Sinowjew Vorsitzender des Exekutivkomitees). 1925 traf ihr Bruder Väinö in Moskau ein. Er war Sergeant in der finnischen Armee gewesen und beim Wachdienst an der Küstenfestung Suomenlinna entführt worden. Später wurde er zum Direktor der Landwirtschaftlichen Hochschule in Petrosawodsk ernannt, 1935 verhaftet und vermutlich hingerichtet.

## Aufenthalte in den USA und Japan
Ende der 1920er-Jahre hatte das Ehepaar Kuusinen sich soweit auseinandergelebt, dass Aino Kuusinen auf den Vorschlag von Yrjö Sirola einging, in die Vereinigten Staaten zu reisen. Dort sollte sie Streitigkeiten zwischen der Kommunistischen Partei der USA (CPUSA) und der Finnischen Arbeitervereinigung lösen. Ende Januar 1931 reiste sie unter falschem Namen mit einer schwedischen Identität ab. Das Erlebnis von New York machte ihr die Rückständigkeit der Sowjetunion endgültig bewusst. Ihre Zeit verbrachte sie vor allem damit, die insgesamt fünf finnischen Zeitungen neu zu ordnen. Finnischstämmigen Amerikanern, die nach Karelien auswandern wollten, riet sie davon ab, kehrte aber selbst Ende Juli 1933 nach Moskau zurück.
Sie suchte sofort nach einer Möglichkeit, die Sowjetunion wieder zu verlassen, und ein Bekannter vermittelte ihr den Kontakt zu General Jan Bersin, Chef des militärischen Nachrichtendiensts GRU (IV. Abteilung im Generalstab der Roten Armee). Ihr Mann stimmte nach langem Zögern zu, dass Aino Kuusinen als Agentin nach Japan ginge. Diesmal reiste sie 1934 unter dem Namen „Elisabeth Hansson“ über Venedig und Schanghai nach Tokio. Dort gelang es ihr, Zugang zu Journalisten und hohen Regierungskreisen zu finden. Im Januar 1935 lernte sie den russisch-deutschen Spion Richard Sorge kennen, den sie als Alkoholiker beschreibt. Der Nachrichtenverkehr hatte über ihn zu laufen, auch wenn er ihr keine Befehle erteilen durfte.
Im November 1935 erhielt sie den Befehl, nach Moskau zurückzureisen, wo sie einem neuen Chef, General Semjon Urizki, begegnete. Ihr Ehemann trug ihr die Bitte Stalins vor, sowjetische Botschafterin für Schweden und Norwegen zu werden, was sie ablehnte. Aino Kuusinen schrieb auf Anregung Urizkis ein Buch über ihre Erlebnisse in Japan unter dem schwedischen Titel Det Leende Nippon (Das lächelnde Japan). Bei ihrer Rückkehr im September 1936 nach Tokio verhalf ihr das Buch zu neuen Kontakten, und auf Veranlassung des japanischen Außenministeriums wurde es ins Englische übersetzt. Diesmal wurde sie sogar zu einem Gartenfest des Kaisers Hirohito eingeladen und begegnete mehrfach Prinz Chichibu, dem Bruder des Kaisers. Im November 1937 wurde sie wieder zu Richard Sorge gerufen, der ihr eröffnete, sie hätten alle nach Moskau zurückzukehren.

## Fünfzehn Jahre Zwangsarbeit
In der zweiten Dezemberwoche 1937 befand sich Aino Kuusinen wieder in Moskau. Zahlreiche Bekannte und Freunde waren spurlos verschwunden, wen sie noch antraf, schien vor Angst gelähmt zu sein. Am 1. Januar 1938 um fünf Uhr morgens wurde sie ebenfalls verhaftet und zunächst ins Butyrka-, dann ins Lubjanka-Gefängnis gebracht. Sie saß dort gemeinsam mit Ehefrauen von Volkskommissaren, Generälen oder auch des Flugzeugkonstrukteurs Tupolew ein. In den nächtlichen Verhören sollte sie zugeben, dass ihr Mann ein britischer Spion sei. Als sie im Hochsommer ins Lefortowo-Gefängnis gebracht wurde, wurde sie in einer Einzelzelle neben der Folterkammer untergebracht, sodass sie die Nacht über die Schreie der Opfer ertragen musste. Zweimal wurden ihr die Körper von zu Tode geprügelten Menschen in ihrem Blut gezeigt; sie wurde mit der Pistole bedroht, aber selbst nie geschlagen. Bis zuletzt weigerte sie sich, ihren Mann zu belasten.
Im April 1939 wurde sie, ohne ein Gericht gesehen zu haben, für acht Jahre in ein Zwangsarbeitslager an der Ussa 60 Kilometer vor Workuta geschickt, wo riesige Vorkommen hochwertiger Kohle entdeckt worden waren. Sie wurde dort als Krankenschwester eingesetzt und 1941 zur Oberschwester einer Krankenbaracke ernannt. Im April 1943 wurde sie direkt nach Workuta geschickt, wo sie als Oberschwester in der chirurgischen Abteilung des Lagerkrankenhauses beschäftigt wurde. Die Häftlinge litten vor allem an Unterernährung und der Vitaminmangelkrankheit Pellagra. Die Leichen der Verstorbenen wurden in der Tundra abgeladen. Die erhoffte Amnestie zum Ende des Zweiten Weltkriegs blieb aus, und Kuusinen wurde erst im Dezember 1946 entlassen.
Aino Kuusinen war zu stolz, zu ihrem Mann zurückzukehren, der 1939 als Vorsitzender des Ausschusses für Auswärtige Angelegenheiten des Obersten Sowjets unter Fehleinschätzung der innenpolitischen Situation Finnlands einen sowjetischen Angriff auf Finnland empfohlen hatte und im Winterkrieg eine einflusslose „Volksregierung“ in Terijoki (heute Selenogorsk) gebildet hatte. Aino zog abwechselnd nach Rostow Jaroslawski, Moskau, Tiflis und in ein kleines Dorf in Kasachstan, aber erhielt nie eine Aufenthaltsgenehmigung, wofür eine Anstellung Voraussetzung gewesen wäre. Im Mai 1949 wurde sie wieder verhaftet und ins Lubjanka-Gefängnis nach Moskau gebracht. Weil sie die Botschaft der Vereinigten Staaten in Moskau aufgesucht hatte, wurde sie der Spionage für die USA beschuldigt. Ende 1950 wurde sie, wieder ohne vor Gericht gestellt worden zu sein, für fünfeinhalb Jahre nach Potma – 400 Kilometer von Moskau entfernt an der Eisenbahnstrecke nach Kasan – verschickt. Erst hier erfuhr sie, dass sie wegen konterrevolutionärer Tätigkeit zu 15 Jahren Zwangsarbeit verurteilt worden war. Allerdings muss sie protegiert worden sein, weil sie tatsächlich keine Zwangsarbeit zu verrichten hatte. Zwei Jahre nachdem Stalin gestorben war, wagte sie es, eine Eingabe an den Generalstaatsanwalt zu schreiben. Am 12. Oktober 1955 wurde ihr mitgeteilt, dass die Urteile gegen sie aufgehoben worden waren, weil keine Verbrechen vorlägen.

## Ausreise und Autobiografie
Zurück in Moskau wurde ihr eine Wohnung sowie eine kleine Rente zugewiesen, und sie wurde förmlich rehabilitiert. Mit ihrem Mann traf sie nie mehr zusammen. Am 28. Februar 1965 durfte sie nach Finnland ausreisen; noch nie war bis dahin die Frau eines so hohen sowjetischen Politikers in den Westen gelangt. Ihre letzten Lebensjahre nutzte sie dazu, ihre Autobiografie Der Gott stürzt seine Engel zu schreiben. Sie verstand das Buch „als Rache an jenen, die mich der Freiheit beraubt hatten“. Das Buch wurde von Wolfgang Leonhard nach ihrem Tod herausgegeben. Eine englische Fassung erschien 1974.